# 캐나다 연해주

마리팀즈

연해주(영어:  The Maritimes, Maritime provinces, 프랑스어:  Provinces maritimes)는 캐나다 동부 중 뉴브런즈윅주, 노바스코샤주, 프린스에드워드아일랜드주를 가리키는 말이다. 2008년 기준으로 인구는 1,826,896명이다.